# Nhà hát Variété ở Kraków

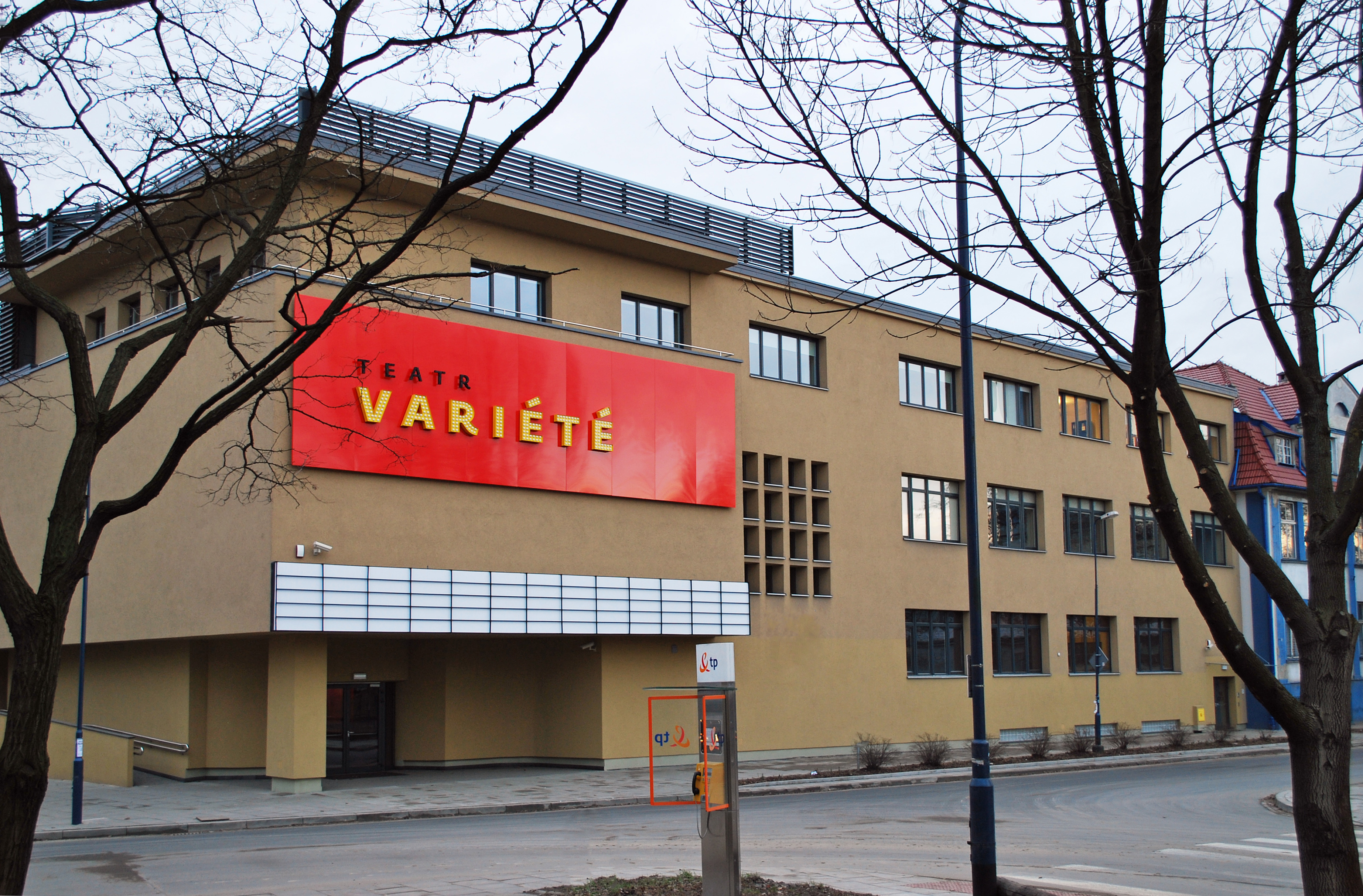
Nhà hát Variété ở Kraków (2015)

Nhà hát Variété ở Kraków (tiếng Ba Lan: Krakowski Teatr Variété) là một trong những nhà hát âm nhạc ở Ba Lan, tọa lạc ở số 71 Phố Grzegórzecka, Kraków.
Năm 2014, theo quyết định của Hội đồng thành phố Kraków, Nhà hát Variété được cấp phép là một Tổ chức Văn hóa. Ngày 31 tháng 5 năm 2015, lễ khai trương chính thức của Nhà hát Variété diễn ra, đồng thời ra mắt vở nhạc kịch "Legally Blonde" (được chuyển thể từ bộ phim Mỹ cùng tên công chiếu năm 2001) do Janusz Józefowicz đạo diễn.
Theo nhận xét của giám đốc Nhà hát Janusz Szydłowski, "Nhà hát Variété là một địa điểm mới trên bản đồ văn hóa của Kraków, một địa điểm mới để hội tụ nghệ thuật".

## Tòa nhà
Nhà hát Variété nằm trong một tòa nhà lịch sử của Rạp phim-Nhà hát Związkowiec trước đây. Tòa nhà này được được xây dựng vào năm 1938 và là một trong những di tích lịch sử ở Kraków.

## Hoạt động
Nhà hát Variété tổ chức các buổi biểu diễn đặc sắc với sự góp mặt của nhiều nghệ sĩ xuất sắc nhất. Đây là nơi quảng bá các vở nhạc kịch của Ba Lan và toàn thế giới do các nghệ sĩ, nhóm múa và nhóm âm nhạc nổi tiếng thể hiện. Nhà hát cũng chào đón các nghệ sĩ từ khắp nơi trên thế giới đến để trình diễn các loại hình nghệ thuật đặc sắc, tiêu biểu như: Flamenco, khiêu vũ, tạp kỹ, hay kịch kinh dị.
Ngoài ra, Nhà hát Variété cũng cung cấp một sân khấu đa chức năng như: chiếu phim, phát trực tiếp, lễ hội, hòa nhạc, hội nghị, các buổi giao lưu với nhiều nghệ sĩ khác nhau. Nhà hát còn cung cấp các khóa học về diễn xuất cũng như các khóa đào tạo về âm nhạc và ca hát trên sân khấu.